# 伏打殿
伏打殿（Tempio Voltiano）是意大利北部伦巴第大区科莫市的一座博物馆，专门纪念科学家、电池发明者亚历山德罗·伏打。伏打1745年出生于科莫，担任教授直到1779年，1819年退休回到科莫。
这座新古典主义建筑由费德里科·弗里格里奥（1873-1959）设计。它于1927年竣工，以庆祝这位科学家逝世100周年，但直到1928年才落成。这里收藏这位物理学家使用的科学仪器，包括他早期的伏打电堆（电池组）。一楼陈列他的个人物品和奖项。
1984年，这座博物馆出现在1万意大利里拉钞票的背面，伏打的肖像则出现在同一张钞票的正面。这些纸币一直流通到2001年，此后被欧元纸币所取代。
在伏打殿附近，有丹尼尔·里伯斯金创作的雕塑 Life Electric，和伏打灯塔（Faro Voltiano）都是献给伏打的。

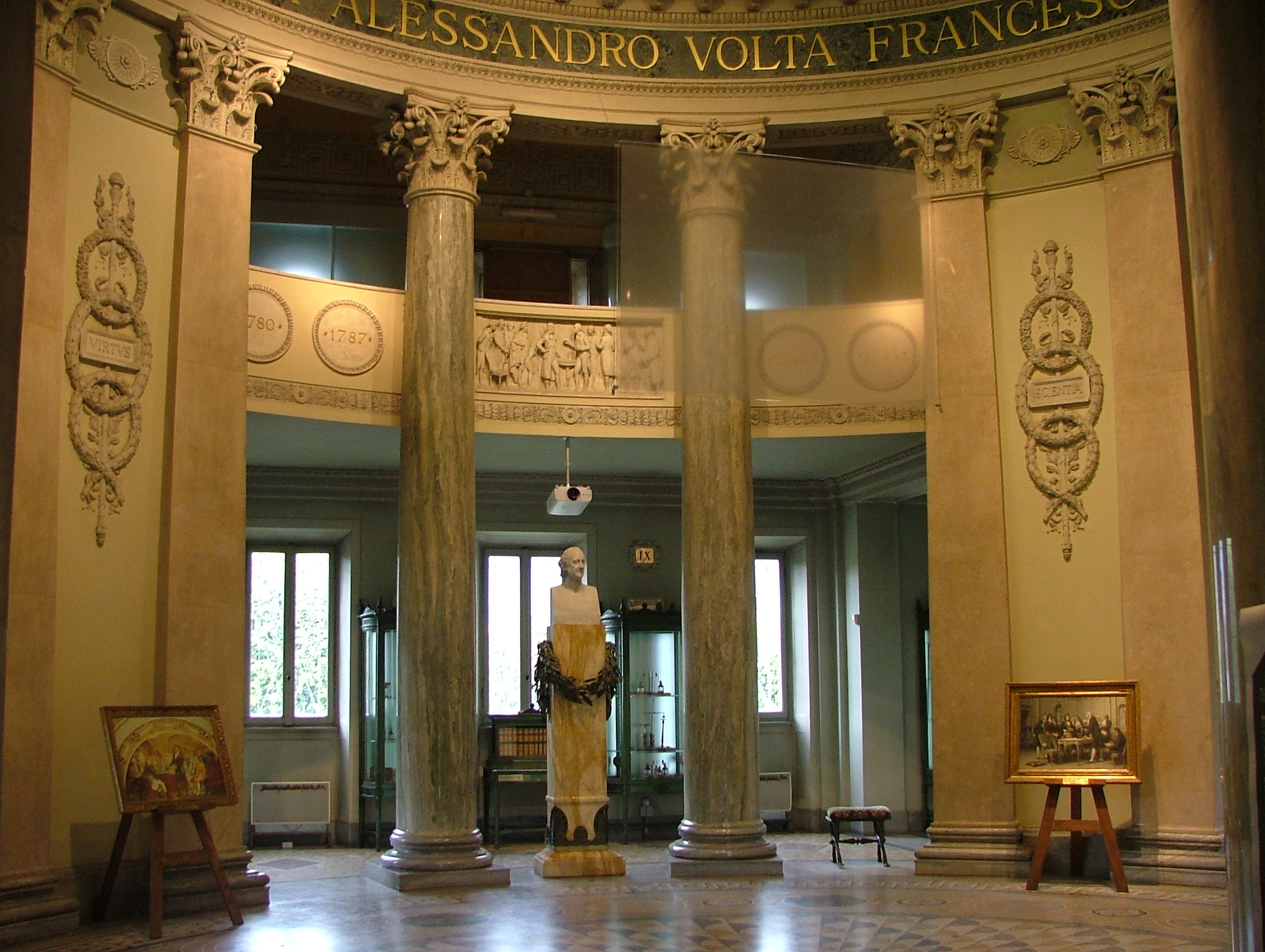
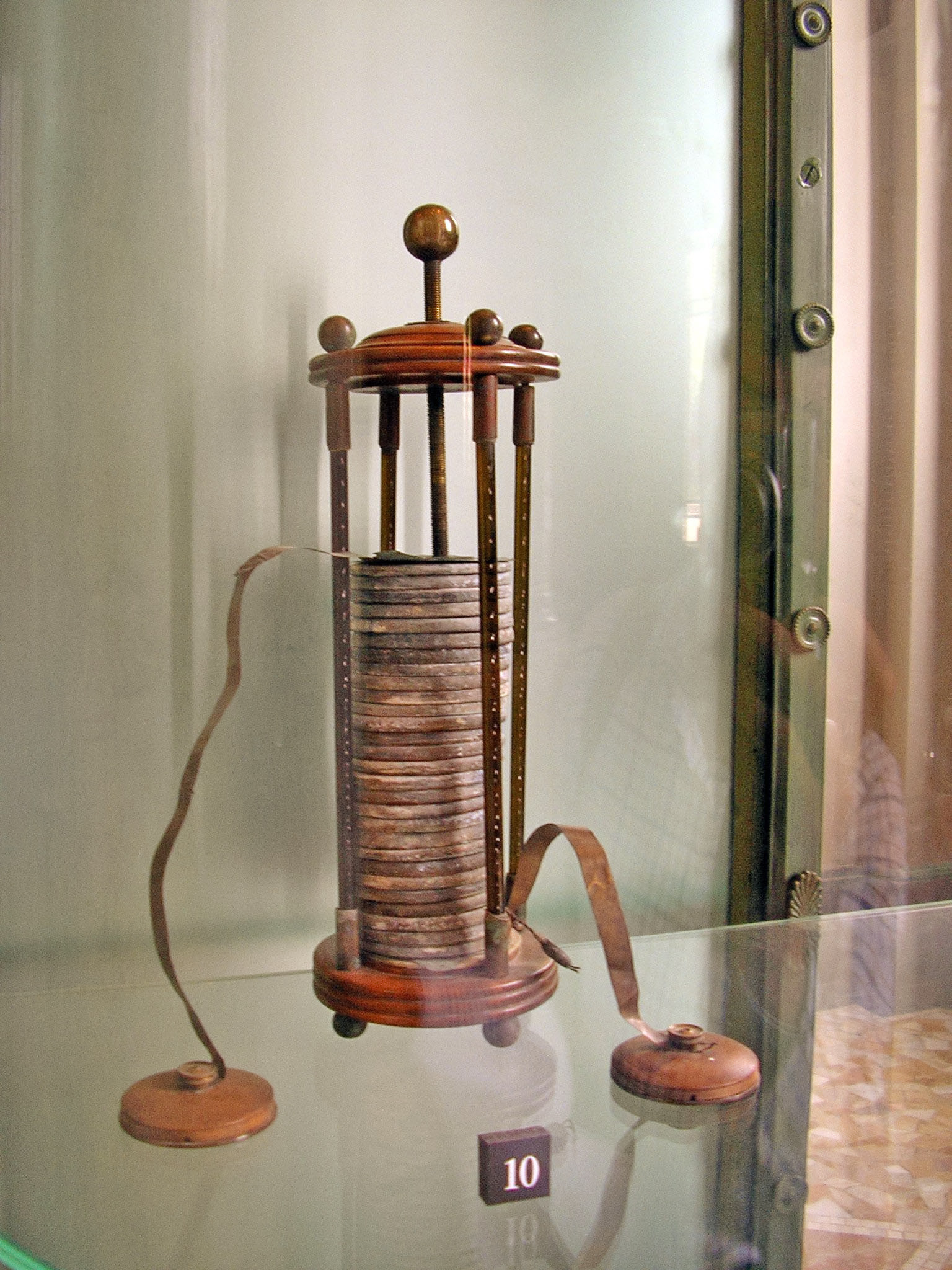
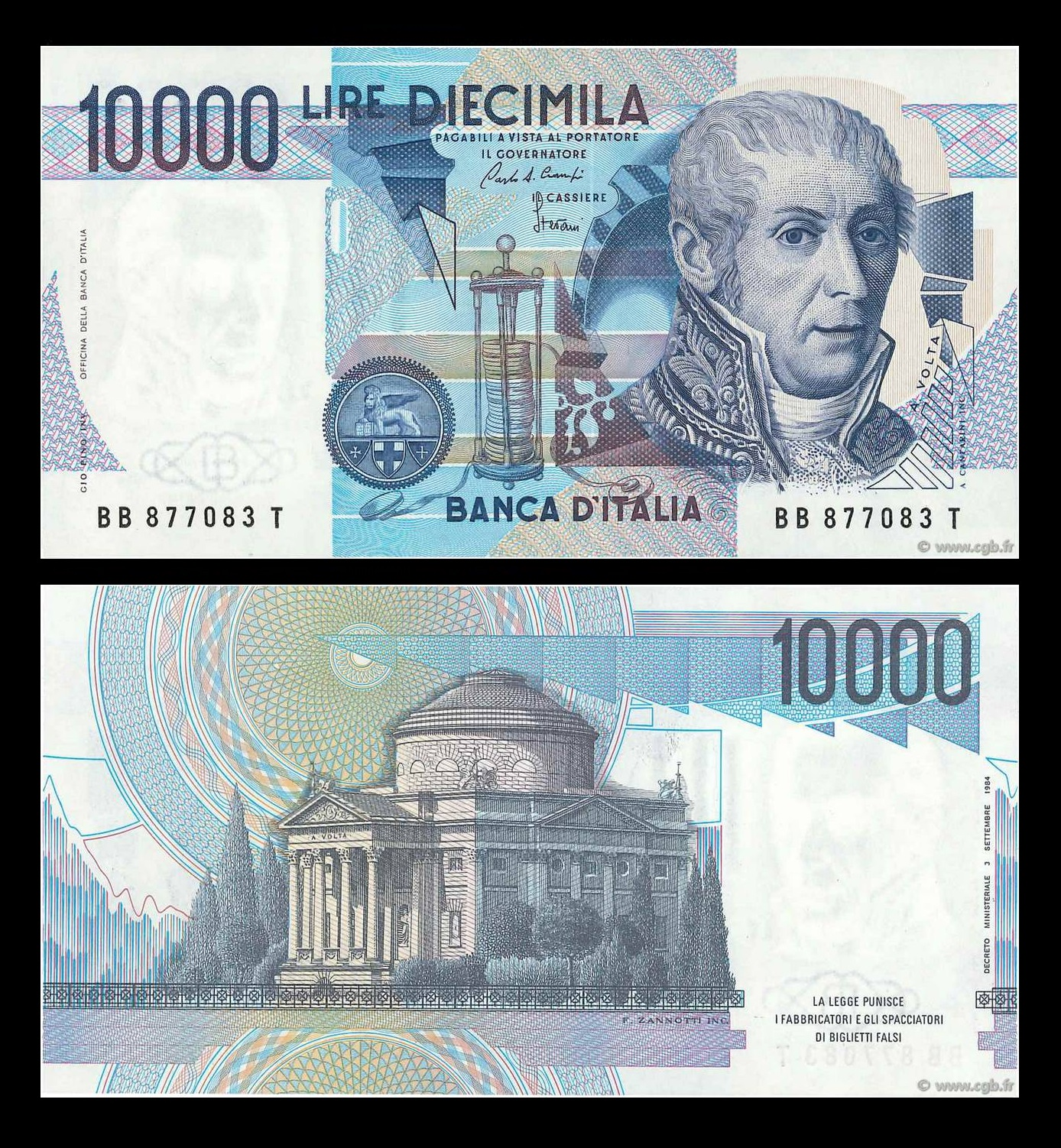
1万里拉钞票